# Dinastía Vasa
La Casa o Dinastía Vasa fue la dinastía reinante en Suecia de 1523 a 1654 y en Polonia de 1587 a 1668.

## Reyes y reinas de Suecia
- Gustavo I, Rey de 1521 a 1560
- Erico XIV, Rey de 1560 a 1568
- Juan III, Rey de 1568 a 1592
- Segismundo, Rey de 1592 a 1599
- Carlos IX, Rey de 1599 a 1611
- Gustavo II Adolfo, Rey de 1611 a 1632
- Cristina, Reina de 1632 a 1654

En 1654 Cristina, hija de Gustavo II Adolfo, el campeón protestante de la Guerra de los Treinta Años, abdicó, convirtiéndose al catolicismo y abandonando el país.  El trono pasó a su primo Carlos X de la Dinastía Palatina (Pfalz-Zweibrücken), una subrama de los Wittelsbach.

## Reyes de Polonia
- Segismundo III Vasa, Rey de 1589 a 1632, hijo de Juan III de Suecia
- Vladislao IV Vasa, Rey de 1632 a 1648
- Juan II, Rey de 1648-1668

Juan III de Suecia se casó con Catalina Jagellón, hermana de Segismundo II Augusto de Polonia, y cuando Segismundo murió sin heredero varón, su hijo fue elegido Rey de Polonia como Segismundo III en 1587. A la muerte de Juan, Segismundo obtuvo también el trono sueco.
Segismundo era católico, lo que finalmente lo llevó a perder el trono de Suecia, sucedido por su tío Carlos IX.  De este modo se crean dos Dinastías Vasa: la mayor, católica, gobernando Polonia y la menor, protestante, gobernando Suecia. Este arreglo precipitó numerosas guerras entre ambos estados. Con Juan II, la Dinastía Vasa polaca se extinguió.

## Vasaborg
Vasaborg fue una rama menor ilegítima  de la dinastía Vasa fundada por Gustavo de Vasaborg extinta en 1777.

## Galería

Escudo de la Casa de Vasa en Suecia
Escudo de armas de la rama polaca de la Casa de Vasa como reyes elegidos de Polonia (Lituania y Rutenia) y derecho hereditarios como reyes de Suecia (Finlandia y Estonia).
Escudo pequeño de la rama polaca de la Casa de Vasa
Estandarte real del durante el reinado de la Casa de Vasa (1587-1668).